# چهل خرواری
چهل خرواری روستایی در دهستان انده بخش مرکزی شهرستان میرجاوه استان سیستان و بلوچستان ایران است. بر پایه سرشماری عمومی نفوس و مسکن در سال ۱۳۹۰ جمعیت این روستا ۷۰ نفر (در ۱۲ خانوار) بوده است.